# Canoa/kayak ai Giochi della XXX Olimpiade - K1 500 metri femminile
La gara di velocità K1, 500 metri, per Londra 2012 si è svolta al Dorney Lake dal 7 al 9 agosto 2012.

## Regolamento della competizione
La competizione prevede batterie di qualificazione, tre semifinali e due finali. I primi sei classificati nelle batterie di qualificazione accedono alle semifinali. I primi due equipaggi in ciascuna semifinale accedono poi alla finale A, assieme ai due migliori terzi classificati; nel corso della finale A si compete per le medaglie.
Il peggior terzo classificato, assieme ai quarti, quinti e sesti di ciascuna semifinale, vengono ammessi alla finale B al solo scopo di definire i piazzamenti.

## Programma
| Data                  | Ora         | Round               |
| --------------------- | ----------- | ------------------- |
| Martedì 7 agosto 2012 | 10:07 11:16 | Batterie Semifinali |
| Giovedì 9 agosto 2012 | 10:08       | Finale              |

## Risultati

### Batterie

#### Batteria 1
| Pos. | Atleta                 | Paese         | Tempo    | Note |
| ---- | ---------------------- | ------------- | -------- | ---- |
| 1    | Anne Rikala            | Finlandia     | 1'52"641 | Q    |
| 2    | Henriette Hansen       | Danimarca     | 1'52"650 | Q    |
| 3    | Katrin Wagner-Augustin | Germania      | 1'53"438 | Q    |
| 4    | Carrie Johnson         | Stati Uniti   | 1'53"983 | Q    |
| 5    | Darisleydis Amador     | Cuba          | 1'56"038 | Q    |
| 6    | Teneale Hatton         | Nuova Zelanda | 1'56"741 | Q    |
| 7    | Arezoo Hakimi          | Iran          | 1'58"598 |      |

#### Batteria 2
| Pos. | Atleta             | Paese       | Tempo    | Note |
| ---- | ------------------ | ----------- | -------- | ---- |
| 1    | Danuta Kozák       | Ungheria    | 1'52"828 | Q    |
| 2    | Bridgette Hartley  | Sudafrica   | 1'53"051 | Q    |
| 3    | Josefa Idem        | Italia      | 1'55"619 | Q    |
| 4    | Juliana Salachova  | Russia      | 1'56"621 | Q    |
| 5    | Émilie Fournel     | Canada      | 1'58"740 | Q    |
| 6    | Marharyta Ciškevič | Bielorussia | 2'01"216 | Q    |

#### Batteria 3
| Pos. | Atleta            | Paese      | Tempo    | Note |
| ---- | ----------------- | ---------- | -------- | ---- |
| 1    | Sofia Paldanius   | Svezia     | 1'51"212 | Q    |
| 2    | Teresa Portela    | Portogallo | 1'51"887 | Q    |
| 3    | Aneta Konieczna   | Polonia    | 1'52"069 | Q    |
| 4    | Inna Osypenko     | Ucraina    | 1'52"268 | Q    |
| 5    | Mira Verås Larsen | Norvegia   | 1'55"923 | Q    |
| 6    | Yulia Borzova     | Uzbekistan | 2'03"893 | Q    |

#### Batteria 4
| Pos. | Atleta                  | Paese         | Tempo    | Note |
| ---- | ----------------------- | ------------- | -------- | ---- |
| 1    | Rachel Cawthorn         | Gran Bretagna | 1'53"491 | Q    |
| 2    | Alana Nicholls          | Australia     | 1'53"823 | Q    |
| 3    | Natalya Sergeyeva       | Kazakistan    | 1'54"445 | Q    |
| 4    | Geraldine Lee Wei Ling  | Singapore     | 2'01"037 | Q    |
| 5    | Špela Ponomarenko Janić | Slovenia      | 2'01"520 | Q    |
| 6    | Afef Ben Ismail         | Tunisia       | 2'07"705 | Q    |

### Semifinali

#### Semifinale 1
| Pos. | Atleta             | Paese     | Tempo    | Note |
| ---- | ------------------ | --------- | -------- | ---- |
| 1    | Bridgette Hartley  | Sudafrica | 1'51"286 | Q    |
| 2    | Inna Osypenko      | Ucraina   | 1'51"515 | Q    |
| 3    | Anne Rikala        | Finlandia | 1'51"852 | q    |
| 4    | Aneta Konieczna    | Polonia   | 1'52"193 |      |
| 5    | Alana Nicholls     | Australia | 1'52"224 |      |
| 6    | Émilie Fournel     | Canada    | 1'54"120 |      |
| 7    | Darisleydis Amador | Cuba      | 1'58"762 |      |
| 8    | Afef Ben Ismail    | Tunisia   | 2'15"362 |      |

#### Semifinale 2
| Pos. | Atleta                 | Paese         | Tempo    | Note |
| ---- | ---------------------- | ------------- | -------- | ---- |
| 1    | Danuta Kozák           | Ungheria      | 1'50"469 | Q    |
| 2    | Henriette Hansen       | Danimarca     | 1'51"929 | Q    |
| 3    | Sofia Paldanius        | Svezia        | 1'51"945 | q    |
| 4    | Natalya Sergeyeva      | Kazakistan    | 1'53"888 |      |
| 5    | Teneale Hatton         | Nuova Zelanda | 1'54"504 |      |
| 6    | Mira Verås Larsen      | Norvegia      | 1'57"354 |      |
| 7    | Geraldine Lee Wei Ling | Singapore     | 2'01"516 |      |
| 8    | Marharyta Ciškevič     | Bielorussia   | DSQ      | -    |

#### Semifinale 3
| Pos. | Atleta                  | Paese         | Tempo    | Note |
| ---- | ----------------------- | ------------- | -------- | ---- |
| 1    | Josefa Idem             | Italia        | 1'52"232 | Q    |
| 2    | Rachel Cawthorn         | Gran Bretagna | 1'52"542 | Q    |
| 3    | Teresa Portela          | Portogallo    | 1'53"064 |      |
| 4    | Katrin Wagner-Augustin  | Germania      | 1'53"241 |      |
| 5    | Špela Ponomarenko Janić | Slovenia      | 1'53"341 |      |
| 6    | Carrie Johnson          | Stati Uniti   | 1'54"628 |      |
| 7    | Juliana Salachova       | Russia        | 1'57"761 |      |
| 8    | Yulia Borzova           | Uzbekistan    | 2'00"584 |      |

### Finali

#### Finale B
| Pos. | Atleta                  | Paese         | Tempo       | Note |
| ---- | ----------------------- | ------------- | ----------- | ---- |
| 1    | Katrin Wagner-Augustin  | Germania      | 1'52"402    |      |
| 2    | Aneta Konieczna         | Polonia       | 1'53"356    |      |
| 3    | Teresa Portela          | Portogallo    | 1'53"597    |      |
| 4    | Špela Ponomarenko Janić | Slovenia      | 1'53"718    |      |
| 5    | Natalya Sergeyeva       | Kazakistan    | 1'54"707    |      |
| 6    | Émilie Fournel          | Canada        | 1'56"058    |      |
| 7    | Teneale Hatton          | Nuova Zelanda | 1'56"103    |      |
| 8    | Alana Nicholls          | Australia     | 1'59"584033 |      |

#### Finale A
| Pos. | Atleta            | Paese         | Tempo    | Note |
| ---- | ----------------- | ------------- | -------- | ---- |
|      | Danuta Kozák      | Ungheria      | 1'51"456 |      |
|      | Inna Osypenko     | Ucraina       | 1'52"685 |      |
|      | Bridgette Hartley | Sudafrica     | 1'52"923 |      |
| 4    | Sofia Paldanius   | Svezia        | 1'53"197 |      |
| 5    | Josefa Idem       | Italia        | 1'53"223 |      |
| 6    | Rachel Cawthorn   | Gran Bretagna | 1'53"345 |      |
| 7    | Henriette Hansen  | Danimarca     | 1'54"110 |      |
| 8    | Anne Rikala       | Finlandia     | 1'54"333 |      |